# Donald R. Heath
Donald Read Heath (12 tháng 8 năm 1894 – 15 tháng 10 năm 1981) là thành viên của Sở Ngoại vụ Hoa Kỳ trong hơn bốn thập kỉ trong vai trò là Đại sứ Hoa Kỳ tại Campuchia (1950–1954), Lào (1950–1954), Việt Nam (1952–1955), Liban (1955–1957) và Ả Rập Xê Út (1958–1961). Trong suốt nhiệm kỳ làm Đại sứ tại Việt Nam, Heath đã vận động và thực hiện chính sách của Hoa Kỳ dưới sự chỉ định của Bộ trưởng Ngoại giao John Foster Dulles giúp tạo ra bước tiến cho sự dính líu quân sự của nước Mỹ.

## Thiếu thời
Heath sinh ra ở Topeka, Kansas con trai của Hubert A. Estelle (Read) Heath. Ông được đào tạo tại các trường công lập Topeka và tốt nghiệp Đại học Washburn vào khoảng năm 1915. Ông đã ghi danh theo học trường Đại học Montpellier tại Pháp trong một học kỳ. Hồi còn là sinh viên ở Washburn, Heath là một thành viên của Giáo đoàn Kansas Beta thuộc Hội Ái hữu Phi Delta Theta trong số tín hữu có Arthur S. Champeny. Ngày 10 tháng 10 năm 1920 ông kết hôn với Sue Louise Bell.
Năm 1950, Washburn đã trao tặng cho Heath giải thưởng Distinguished Service Award. Năm 1958, Washburn lại vinh danh ông với bằng tiến sĩ danh dự về luật.

## Sự nghiệp ngoại giao
Heath từng là phóng viên Nhà Trắng làm việc cho hãng tin United Press International từ tháng 2 năm 1916 đến tháng 8 năm 1917 và sau đó một lần nữa từ tháng 10 năm 1919 đến tháng 9 năm 1920. Từ tháng 8 năm 1917 đến tháng 10 năm 1919, ông là Trung úy Quân đội Mỹ trong Thế chiến I. Năm 1920 ông bắt đầu sự nghiệp trong Sở Ngoại vụ sẽ kéo dài đến bốn thập kỷ.
Từ năm 1920 đến năm 1929, Heath đảm nhận vị trí lãnh sự tại România, Ba Lan và Thụy Sĩ. Từ năm 1929 đến năm 1932, ông là lãnh sự Đại sứ quán Hoa Kỳ tại Port-au-Prince, Haiti và sau đó là trợ lý cho Trưởng cơ quan châu Mỹ Latinh vụ. tại Bộ Ngoại giao. Từ năm 1937 đến năm 1941, ông là Bí thư thứ nhất Đại sứ quán Hoa Kỳ tại Berlin trước khi nước Mỹ tham chiến. Sau đó, từ năm 1941 đến năm 1944, ông là viên chức lãnh sự tại Santiago, Chile và sau đó chưa đầy một năm làm Trưởng cơ quan vụ Bắc và Bờ Tây thuộc Bộ Ngoại giao.
Năm 1944, Heath quay trở lại châu Âu làm cố vấn cho đạo hữu Kansan là Tướng Dwight D. Eisenhower. Ông vẫn ở lại Đức trong vai trò là cố vấn về chương trình tái thiết quốc gia cho đến năm 1947 thì được bổ nhiệm làm Đại sứ Hoa Kỳ tại Bulgaria. Năm 1949, Bulgaria đã buộc tội phó thủ tướng Traicho Kostov với âm mưu chống lại chế độ Cộng sản và bổ sung tên của Heath vào lời cáo buộc để đưa ra "hương vị chống Đảng đích thực." Chính phủ Bulgaria đã tuyên bố Heath là kẻ không được hoan nghênh persona non grata và Mỹ đã nhanh chóng cắt đứt mối quan hệ ngoại giao này. Năm 1956, Bulgaria đã xét lại vụ án nhằm minh oan cho Kostov mấy năm sau khi ông bị hành quyết. Năm 1959, Bulgaria đã bãi bỏ mọi cáo buộc chống lại Heath và các quan hệ ngoại giao lại được khôi phục như xưa.
Sau lần bị trục xuất khỏi Bulgaria, Heath liền được bổ nhiệm làm Đại sứ Hoa Kỳ đầu tiên tại các quốc gia độc lập ở Đông Dương bao gồm Lào (1950–1954), Campuchia (1950–1954) và Quốc gia Việt Nam (1950–1954). Trong suốt những lần giữ cương vị liên đới này thì ông đều cư trú tại Sài Gòn. Heath đã tích cực ủng hộ Thuyết domino và viết rằng nếu người Pháp bị hất cẳng "Chỉ có kẻ mù lòa mới có thể nghi ngờ sự nhận chìm của Cộng sản ngay tại Đông Nam Á này." Vào tháng 10 năm 1954 Heath và Trung tướng John W. "Iron Mike" O'Daniel đã được trao quyền để bắt đầu một chương trình xâm nhập nhằm cải thiện "sự trung thành và hiệu quả của Lực lượng Việt Nam Tự do". Kết quả là các đại diện của Pháp, Việt Nam Cộng hòa và Hoa Kỳ đã ký một thỏa thuận chính thức vào tháng 12 nhằm đổi lấy việc cung cấp viện trợ trực tiếp thông qua Chương trình Chi viện Quân sự (MAP).
Ông vẫn tiếp tục làm Đại sứ Hoa Kỳ tại Liban (1955–1958), Yemen (1957–1959), và sau cùng là Ả Rập Xê Út (1958–1961).

## Công việc hậu ngoại giao
Sau khi rời Sở Ngoại vụ về nghỉ hưu vào năm 1961, ông chuyển sang làm việc với một tập đoàn nhằm thu khoản tiền chi trả của các chính phủ nước ngoài về trái phiếu vỡ nợ của người Mỹ, rồi sau nhận chức giáo sư tại trường Đại học California ở Los Angeles.
Heath qua đời ở Orinda, California vào ngày 15 tháng 10 năm 1981. Hai vợ chồng ông có với nhau một cô con gái tên là Sue L. Brown và một đứa con trai tên là Donald R. Heath, Jr., bảy đứa cháu và một đứa chắt.